# صیدآباد (بخش مرکزی قم)
صیدآباد روستایی در دهستان قمرود بخش مرکزی شهرستان قم استان قم ایران است.

## جمعیت
بر پایه سرشماری عمومی نفوس و مسکن در سال ۱۳۹۵ جمعیت این روستا ۸۷ نفر (۲۴خانوار) بوده‌است.